# Смаль, Сергей Николаевич
Сергей Николаевич Смаль (род. 30 сентября 1968, Речица, Гомельская область) — советский и белорусский борец вольного стиля, серебряный призёр Олимпийских игр, чемпион мира и призёр чемпионата мира, обладатель Кубка мира, неоднократный призёр чемпионатов Европы, чемпион СССР (1991) и СНГ (1992). Заслуженный мастер спорта СССР (1991), заслуженный тренер Республики Беларусь (2016).

## Биография
С 1978 года занимался борьбой в родной Речице, затем в СДЮШОР № 1 Гомельской организации БФСО «Динамо», затем в Гомельской школе высшего спортивного мастерства.
В 1988 году выиграл Кубок мира среди молодёжи, в 1989 году выступил на чемпионате СССР среди взрослых и занял 6 место, уже в 1990 году стал бронзовым призёром чемпионата СССР. Выступив в том же году на чемпионате мира также завоевал бронзу. В 1991 году стал чемпионом мира, обладателем Кубка мира и выиграл звание чемпиона СССР. В 1992 году выступил на чемпионате СНГ по вольной борьбе, занял первое место и был включён в олимпийскую команду. На летних Олимпийских играх 1992 года в Барселоне боролся в весовой категории до 57 килограммов. В его категории боролись 18 спортсменов, разделённые на две группы, в каждой из которой спортсмен выбывал после двух поражений. Оставшиеся лучшие 10 борцов (по пять из группы) разыгрывали между собой места с 1 по 10, с учётом тех баллов, которые были получены ими в предварительных схватках.
В схватках:
- в первом круге выиграл со счётом 6-5 у Церенбатаарина Цогтбайара (Монголия), получив 3 очка;
- во втором круге выиграл со счётом 4-2 у Ким Ён Сика (Северная Корея), получив 3 очка;
- в третьем круге выиграл со счётом 13-0 у Белы Наджи (Венгрия), получив 3,5 очка;
- в четвёртом круге выиграл со счётом 12-1 у Румена Павлова (Болгария), получив 3 очка;
- в пятом круге выиграл со счётом 6-0 у Юргена Шнейбе (Германия), получив 3 очка;

В финальной схватке встречался с Алехандро Пуэрто (Куба) и проиграл 5-0, став серебряным призёром олимпиады.
После Олимпиады продолжал выступления за сборную Беларуси, стал вторым на чемпионате Европы, перешёл в категорию до 62 килограммов, в 1993 году стал вторым, а в 1994 году выиграл Гран-при Германии. С переменным успехом выступал на чемпионатах мира и Европы.
Выступал на Олимпийских играх 1996 года в Атланте.
В категории боролся 21 спортсмен,
- в первом круге выиграл со счётом 6-0 у Мартина Мюллера (Швейцария), получив 6 очков;
- во втором круге проиграл со счётом 5-0 Тому Брэндсу (США);
- в третьем квалификационном круге выиграл со счётом 8-1 у Юргена Шнейбе (Германия), получив 8 очков
- в четвёртом квалификационном круге проиграл со счётом 5-0 Такахиро Bадо (Япония) и выбыл из борьбы, заняв 11 место.

Продолжал выступления до 2001 года. После окончания спортивной карьеры стал тренером, в начале 2000 годов тренировал в Гомельском областном училище олимпийского резерва, с 2006 года тренировал юниорскую сборную Беларуси, в 2009—2010 годах являлся главным тренером женской сборной Беларуси.
На настоящий момент является тренером спортивной команды внутренних войск МВД Республики Беларусь, имеет звание майора.
В Гомеле проводится юношеский турнир на призы Сергея Смаля.